# Dunkle Fersenratte

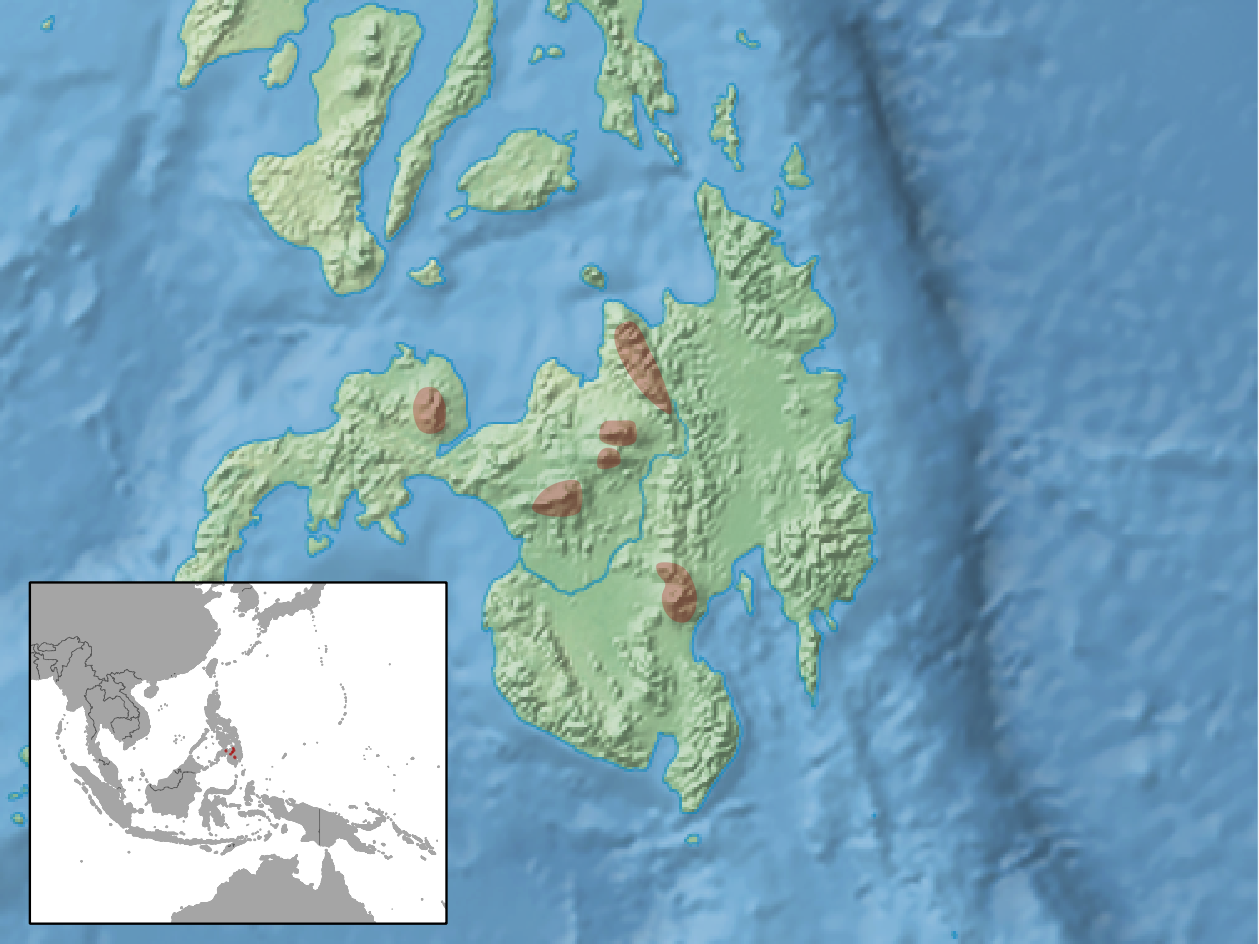
Verbreitungsgebiet der Dunklen Fersenratte

Die Dunkle Fersenratte (Tarsomys apoensis) ist ein auf den Philippinen verbreitetes Nagetier in der Unterfamilie der Altweltmäuse. Das Typusexemplar stammt vom Berg Apo, was sich im wissenschaftlichen Namen widerspiegelt.

## Merkmale
Mit einer Kopf-Rumpf-Länge von 135 bis 156 mm, einer Schwanzlänge von 116 bis 126 mm und einem Gewicht von 65 bis 72 g ist die Art etwas kleiner als die Stachel-Fersenratte (Tarsomys echinatus). Das lange Fell ist weicher als beim anderen Gattungsvertreter. Die Hinterfüße sind 31 bis 34 mm lang und die Ohren erreichen 20 bis 23 mm Länge. Die Dunkle Fersenratte hat oberseits ein kastanienbraunes Fell, während die Unterseite nur undeutlich heller ist. Weiterhin sind die Ohren und der Schwanz dunkelbraun. Die schmalen Hinterfüße sind durch sechs Ballen auf der Unterseite und gelegentlich durch Warzen gekennzeichnet. Die sechs Zitzen der Weibchen sind paarig angeordnet. Es kommt ein diploider Chromosomensatz mit 42 Chromosomen (2n=42) vor.

## Verbreitung
Dieses Nagetier hat mehrere kleine Populationen auf Mindanao. Es lebt in Gebirgen zwischen 1550 und 2400 Meter Höhe. Die Exemplare halten sich in feuchten und oft moosbewachsenen Bergwäldern auf.

## Lebensweise
Die Dunkle Fersenratte kann tag- und nachtaktiv sein. Sie versteckt sich zwischen Wurzeln oder in der Moosschicht. Die Nahrung besteht aus Insekten und anderen wirbellosen Tieren, wie Käfer, Fliegen und Regenwürmer. Fallen mit Früchten, Kokosnüssen und Schaben ignorierten die Exemplare. Es wurde ein Weibchen mit vier Embryos registriert. Alle Beobachtungen lassen vermuten, dass die Art auf Mindanao dieselbe ökologische Nische besetzt, wie die Sulawesi-Bergratten (Bunomys) auf Sulawesi.

## Gefährdung
Die IUCN listet die Dunkle Fersenratte als nicht gefährdet (least concern) aufgrund fehlender Bedrohungen und einer stabilen Gesamtpopulation.